# Wandelpark Waalwijk
Het Wandelpark Waalwijk is het stadspark van Waalwijk.
Dit park is op initiatief van burgemeester Lambooij aangelegd door de aankoop van stuk tuin van de familie Raming tussen de Grotestraat en de Burg. Moonenlaan.
Op 20 mei 1950 werd het park aangeboden aan de bevolking. In het midden ligt een grote vijver met bruggetje uit 1953. In 1957 kwam er een parkpaviljoen bij. Oude bomen zorgen voor sfeer en dat dit een geliefde locatie is voor trouwfoto's. Voor het park aan de Burg. Moonenlaan staat het oorlogsmonument voor burgerslachtoffers van John Rädecker uit 1949.